# Pórto Enniá
Pórto Enniá är en ort i Grekland.   Den ligger i prefekturen Nomarchía Anatolikís Attikís och regionen Attika, i den sydöstra delen av landet, 40 km sydost om huvudstaden Aten. Pórto Enniá ligger 1 meter över havet och antalet invånare är 243.
Terrängen runt Pórto Enniá är kuperad västerut, men söderut är den platt. Havet är nära Pórto Enniá österut.  Närmaste större samhälle är Lávrio, 8,7 km söder om Pórto Enniá. 